# Kewpie
Kewpie es una marca de muñecas desarrollada a partir de una tira cómica creada por la dibujante estadounidense Rose O'Neill. La primera historieta, protagonizada por bebés querubines, se publicó en 1909 y se convirtió en un fenómeno popular a comienzos del siglo XX.
En 1912, un fabricante alemán comenzó a hacer muñecas Kewpie de porcelana. La producción se incrementó gracias al desarrollo de otros materiales como el celuloide en los años 1920 y el plástico en los años 1950, por lo que se considera que está ligada al desarrollo de la industria juguetera. Con el paso del tiempo, las Kewpies de porcelana se han convertido en pieza de coleccionista.

## Historia

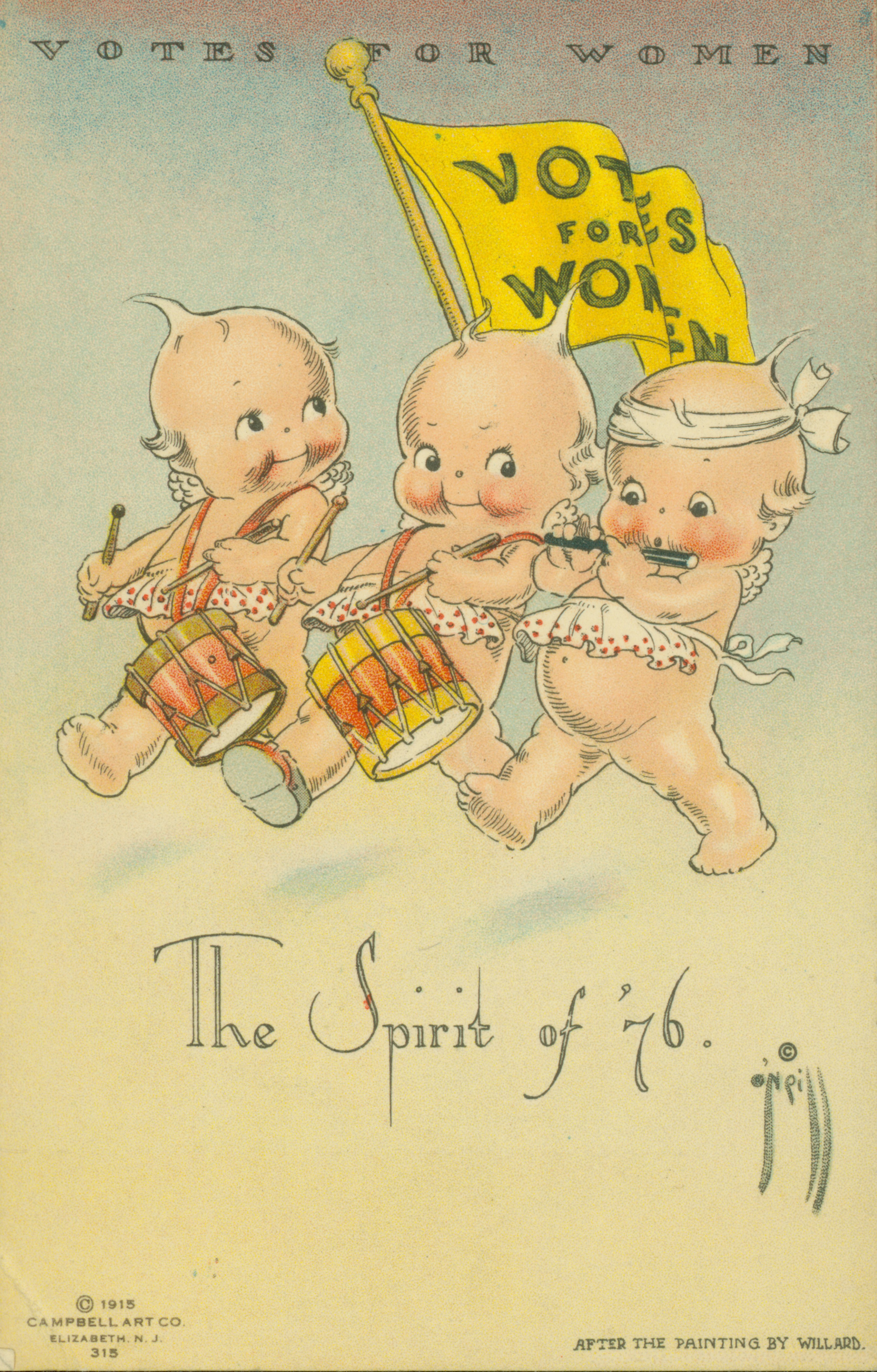
Cartel de los Kewpies en apoyo al sufragio femenino (1915)

Rose O'Neill, una mujer estadounidense de Nebraska que trabajaba como ilustradora en Nueva York, publicó la primera tira cómica de Kewpie en diciembre de 1909, en revistas femeninas como Ladies' Home Journal. Los protagonistas de la historieta eran bebés querubines y su nombre es una variante de Cupido, el dios romano del amor.
El personaje protagonizó numerosas ilustraciones, campañas publicitarias y productos como muñecas recortables a comienzos del siglo XX. Kewpie contó con una serie de tira dominical en dos etapas: desde diciembre de 1917 y julio de 1918, distribuida por McClure Syndicate, y entre noviembre de 1934 y febrero de 1937. Además, su creadora lo utilizó en carteles en favor del movimiento sufragista. Gracias a su éxito, O'Neill llegó a ser la artista mejor pagada de la época.
Kewpie mantuvo la popularidad hasta finales de los años 1930, cuando la fotografía reemplazó a las ilustraciones como vehículo comercial. O'Neill falleció en 1944 y los derechos sobre su obra pertenecen a una fundación familiar.

## Muñecas

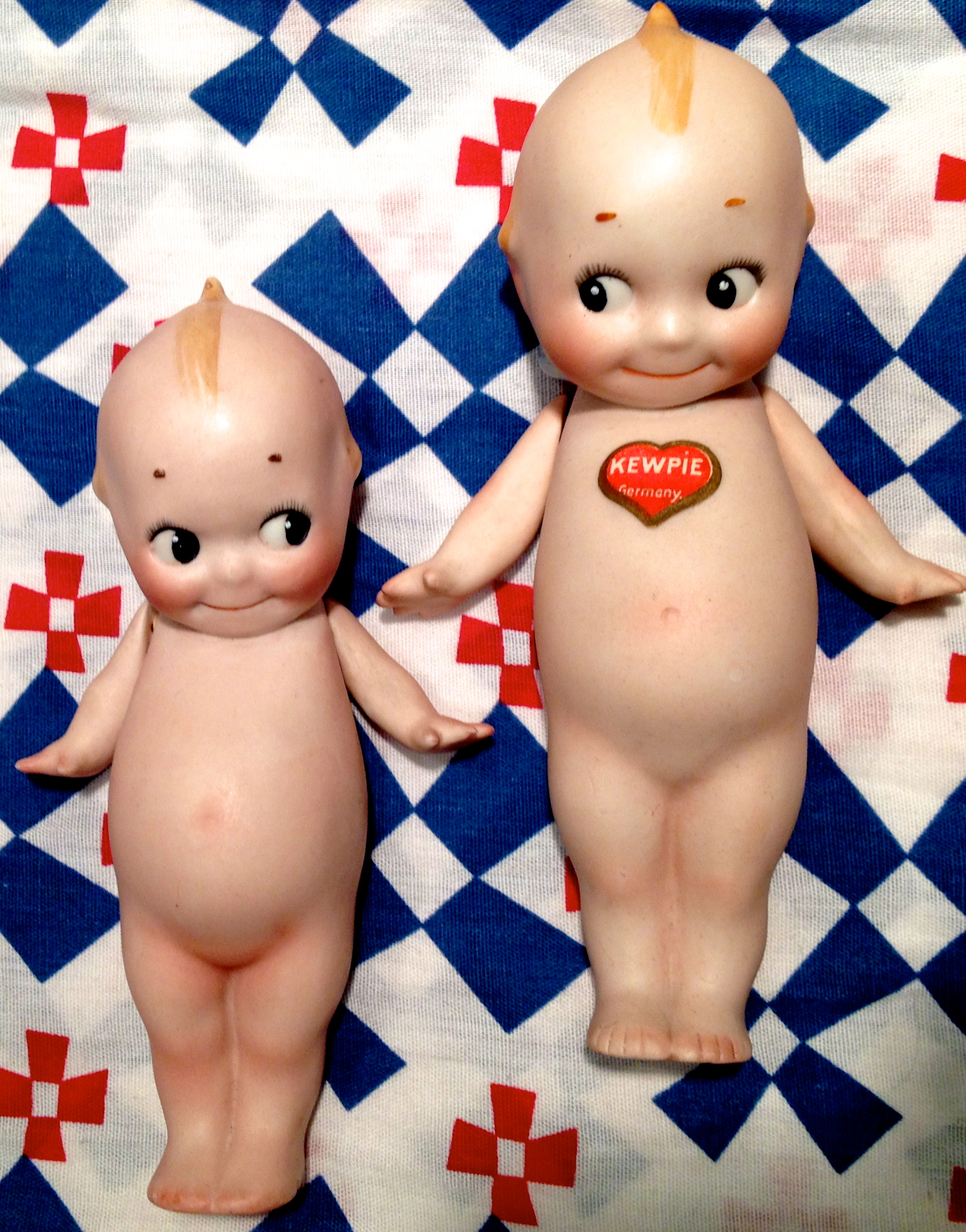
Muñecas de porcelana de Kewpie, fabricadas entre 1912 y 1913.

La demanda de productos relacionados con Kewpie motivó el lanzamiento de una serie de juguetes. En 1912, O'Neill llegó a un acuerdo con un fabricante alemán de Waltershausen, J.D. Kestner, para hacer muñecas de porcelana. La autora no quedó satisfecha con los modelos propuestos y viajó a Alemania para supervisar la producción, en colabración con un estudiante de arte, Joseph Kallus, que diseñó los modelos finales.
Las primeras muñecas de porcelana de Kewpie tenían nueve tamaños diferentes, desde tres hasta treinta centímetros. Estos modelos se caracterizan por llevar en el pecho una calcomanía con forma de corazón, con la inscripción «Kewpie, Germany», y algunos estaban firmados a mano por O'Neill. Tras el estallido de la Primera Guerra Mundial, la producción se trasladó a Francia y Bélgica. 
En los años 1920 se comercializaron modelos fabricados en Estados Unidos como muñecas de composición, debido a que la porcelana era un material demasiado frágil. En otros países, como Japón, se fabricaron modelos falsificados en celuloide. A finales de los años 1940 se fabricaron réplicas y nuevos modelos en plástico por parte de empresas como Effanbee, Cameo Co. y Jesco. Estas reproducciones prescindieron de la calcomanía que distingue a las versiones originales.
Las versiones originales de Kewpie son una pieza de coleccionista. De acuerdo con el libro 200 Years of Dolls, los modelos de menor tamaño oscilan entre 200 y 500 dólares; la muñeca de 30 centímetros en buen estado puede superar los 6500 dólares, mientras que la de 55 centímetros está valorada en 20.000 dólares. Este precio se puede incrementar si la muñeca lleva la firma de O'Neill.

## Otros usos

### Mayonesa Kewpie

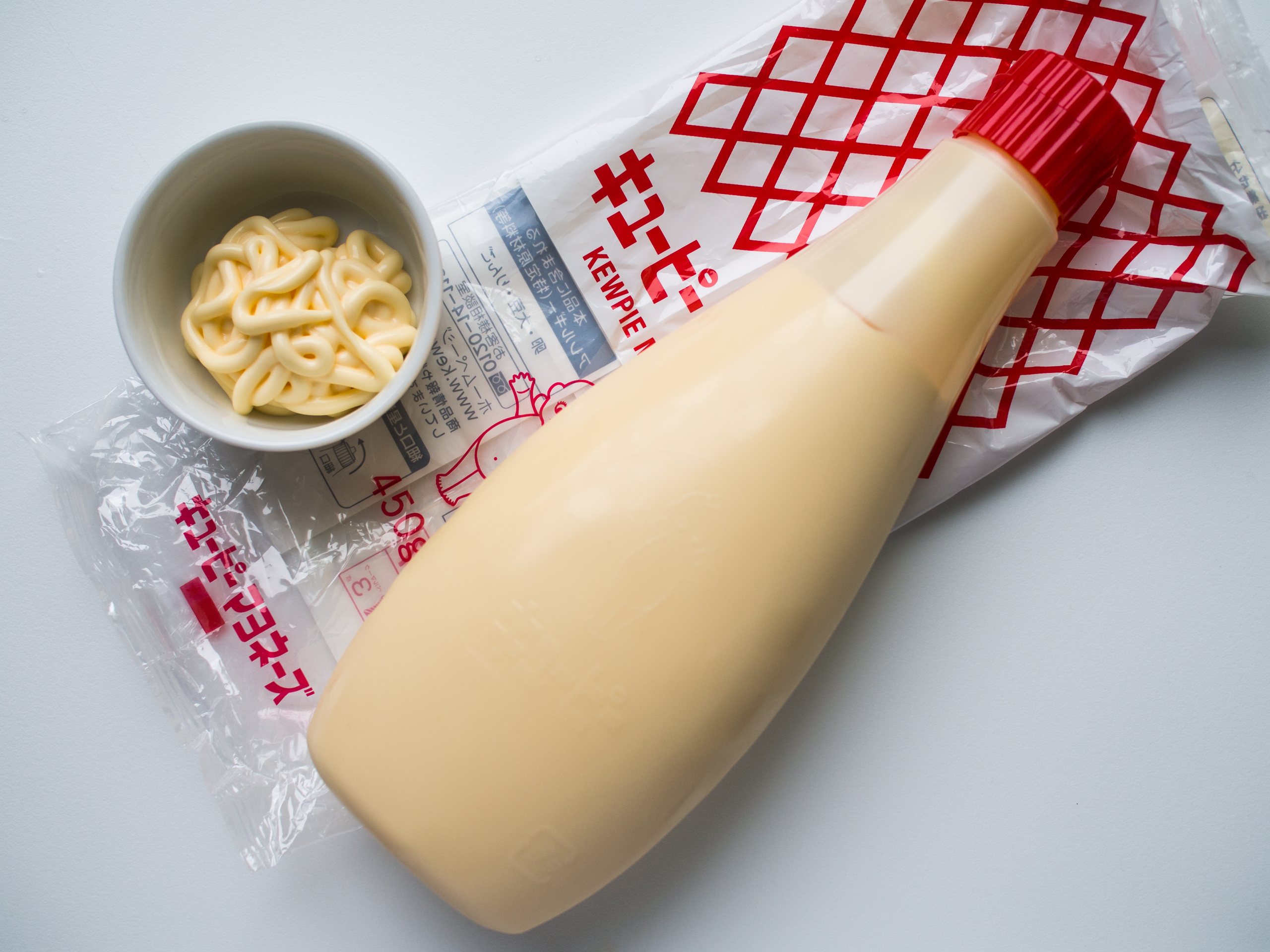
Un bote de mayonesa Kewpie.

En Japón, Kewpie es también el nombre y símbolo de una marca de mayonesa que existe desde 1925. Su fundador, Toichiro Nakashima, había trabajado en Estados Unidos en la década de 1910 y utilizó al querubín como símbolo de su negocio, con un acuerdo comercial firmado en 1927.
En 1998, el fabricante de mayonesa fue demandado por infracción de derechos de autor, por parte de un empresario que había adquirido una licencia para fabricar muñecas Kewpie en Japón. La familia Nakashima alegó que eran propietarios de la marca comercial desde hacía 73 años y que el personaje era de dominio público, por lo que los tribunales fallaron a su favor.

### Sonny Angel
En 2004, el empresario japonés Toru Soeya lanzó una colección de figuras de juguete, Sonny Angel, cuyo diseño de querubín está inspirado en el personaje de Kewpie. No obstante, este juguete no guarda ninguna relación comercial con Kewpie ni los propietarios de esa marca. Los Sonny Angel se convirtieron en un fenómeno viral en 2023.